# Melanitis salapia
Melanitis salapia är en fjärilsart som beskrevs av Hans Fruhstorfer 1911. Melanitis salapia ingår i släktet Melanitis och familjen praktfjärilar. Inga underarter finns listade i Catalogue of Life.